# デイブ・サリバン
デイブ・サリバン（Dave Sullivan、1877年5月19日 - 1929年）は、19世紀末期に活躍したアイルランド・コーク出身のプロボクサー。元世界フェザー級チャンピオン。

## 略歴
主にアメリカ合衆国で活躍。1898年9月26日、フェザー級王者ソリー・スミスに挑戦、5回、負傷によるスミスの棄権で勝利を収め、世界フェザー級チャンピオンとなった。
しかし、わずか2ヶ月後の11月11日、元王者ジョージ・ディクソンに10回反則負けでタイトルを明け渡し、在位46日間の記録的短命王者に終わった。

## 通算戦績
58戦28勝（10KO）12敗16引分け2無判定